# Skyggebokser
Skyggebokser er en dansk kortfilm fra 2017 instrueret af Andreas Bøggild Monies.

## Handling
Otteårige Luna bor sammen med sin mor Isabella, som er professionel bokser. Under en vigtig kamp bliver Isabella alvorligt skadet og ender på hospitalet i koma. Ingen tør tro på, at Isabella kommer til at gå igen - undtagen Luna. Hun gør alt, hvad hun kan for at opmuntre sin mor og få hende til at tage kampen op og komme tilbage i ringen.

## Medvirkende
- Marijana Jankovic, Isabella
- Katinka Evers-Jahnsen, Luna
- Susanne Bonde, Sygeplejerske 2
- Sandra Yi Sencindiver, Sygeplejerske 1
- Rudi Køhnke, Træner